# Bythaelurus hispidus
Espèce
Statut de conservation UICN

 NT  : Quasi menacé
Bythaelurus hispidus est une espèce de requins.